# Luxemburgi Protestáns Egyház
A Luxemburgi Protestáns Egyház (luxemburgiul: Protestantesch Kierch vu Lëtzebuerg) egy protestáns egyház Luxemburgban.

## Története
Az egyházat Adolf luxemburgi nagyherceg parancsára alapították 1894. április 16-án. Akkoriban az állam az 1801-es konkordátum értelmében támogatta a római katolicizmust, Adolf pedig az ország protestáns kisebbségének elismerésével igyekezett helyreállítani az egyensúlyt. A protestáns lakosság azonban több felekezetre oszlott, köztük evangélikusokra és reformátusokra.  A nagyherceg úgy határozott, hogy létrehoz egy új egyházat, amely ötvözi az augsburgi és a helvét hitvallást, azaz a lutheranizmust és a kálvinizmust. Ezzel lehetőséget biztosít arra, hogy mindkét hagyományt elismerjék, miközben egyetlen egyházat támogatnak.

## Fordítás
Ez a szócikk részben vagy egészben  a   Protestant Church of Luxembourg című angol Wikipédia-szócikk ezen változatának fordításán alapul.  Az eredeti cikk szerkesztőit annak laptörténete sorolja fel. Ez a jelzés csupán a megfogalmazás eredetét és a szerzői jogokat jelzi, nem szolgál a cikkben szereplő információk forrásmegjelöléseként.